# Ballspielverein Borussia 09 Dortmund 2018-2019
Questa pagina raccoglie i dati riguardanti il Ballspielverein Borussia 09 Dortmund nelle competizioni ufficiali della stagione 2018-2019.

## Stagione
La stagione del Borussia Dortmund prende avvio con l'arrivo dello svizzero Lucien Favre, che subentra all'austriaco Peter Stöger in qualità di allenatore dei tedeschi. Dopo il sofferto passaggio di turno in coppa nazionale contro il Fürth, il Borussia incanala sin da subito una lunga striscia di risultati utili consecutivi, soprattutto grazie al neo-acquisto Paco, in campionato, riuscendo a raggiungere la vetta solitaria alla sesta giornata, confermandosi peraltro una rinnovata macchina offensiva (a testimonianza di ciò, dopo 10 giornate di Bundesliga la media realizzativa è di 3,0 reti a partita). Peraltro, il 10 novembre il team di Dortmund ottiene una vittoria sui campioni in carica del Bayern Monaco, ad oltre un anno e mezzo dall'ultimo successo sui bavaresi. Il 18 dicembre arriva il primo stop in Bundesliga, complice il Fortuna Düsseldorf. Il Borussia mantiene la vetta solitaria per venti gare, per poi essere raggiunta a pari merito dal Bayern Monaco: proprio in occasione del loro scontro diretto, il Borussia perde dopo 22 giornate la vetta. Conclude così il campionato al secondo posto.
Nell'ambito della coppa nazionale, dopo aver eliminato il Greuther Fürth il Borussia affronta vittoriosamente l'Union Berlino, qualificandosi per gli ottavi di finale, venendo accoppiato con il Werder Brema. È proprio per mano della squadra di Brema che il Dortmund viene eliminato dalla competizione, perdendo 4-2 ai calci di rigore dopo un 3-3 ai tempi supplementari.
In Champions League, il Borussia viene sorteggiato come team di seconda fascia assieme ai francesi del Monaco, ai belgi del Club Bruges, e soprattutto agli spagnoli dell'Atletico Madrid, vincitori dell'Europa League 2017-2018. Anche in questo caso, il Borussia ottiene pesanti vittorie, tra cui va ricordato un 4-0 inflitto agli iberici, un record negativo per l'allenatore dell'Atletico, Diego Simeone. Il 6 novembre, il Borussia matura la sua prima sconfitta stagionale, subita proprio dall'Atletico Madrid nella gara di ritorno. Al termine della fase a gironi, il Borussia riesce a qualificarsi agli ottavi come testa di girone, complice il pareggio finale dell'Atletico Madrid contro il Bruges. Il 17 dicembre 2018, ai sorteggi per la fase ad eliminazione diretta della competizione, il Borussia viene appaiato con i londinesi del Tottenham. Il 3-0 subito al Wembley e la sconfitta di misura a Dortmund costano però l'eliminazione del Borussia dalla coppa.

## Maglie e sponsor
| Casa | Trasferta | Terza divisa |

## Organigramma Societario
Consiglio di Amministrazione
- Presidente: Reinhard Rauball
- Vicepresidente: Gerd Pieper
- Amministratore direttivo: Gerd Pieper, Peer Steinbrück
- Amministratore economico: Thomas Treß
- Marketing e Management: Karl-Heinz Riedle, Patrick Owomoyela, Benedikt Scholz, Carsten Cramer

Area gestione aziendale
- Direttore generale: Hans-Joachim Watzke
- Consulente del management: Matthias Sammer
- Area Marketing: Roman Weidenfeller
- Kit Manager: Frank Gräfen
- Direttore media e comunicazione: Sascha Fligge
- Advisor: Dr. Werner Zöchling
- Coordinamento media e comunicazione: Josef Schneck
- Responsabile finanziario: Dr. Reinhold Lunow

Area comunicazione
- Direttore area tifosi: Sigfried Held, Wolfgang de Beer
- Responsabile area tifosi: Petra Stüker, Sebastian Walleit, Timm Hübner, Uwe Pleß
- Addetto stampa ed editoria: Arne Niehörster
- Annunciatore: Norbert Dickel

- Direttore Sportivo: Michael Zorc
- Segretario generale: Sebastian Kehl
- Team Manager: Fritz Lünschermann

Area tecnica
- Allenatore: Lucien Favre
- Allenatore in seconda: Manfred Stefes, Edin Terzić
- Collaboratori tecnici: Markus Pilawa, Ingo Preuß, Artur Platek, Waldemar Wrobel, Benjamin Frank, Sebastian Frank, Alen Terzic, Thomas Schlieck, Thomas Schlieck
- Preparatore dei portieri: Matthias Kleinsteiber
- Responsabile preparazione atletica: Willi Droste
- Preparatori atletici: Andreas Beck, Florian Wangler
- Responsabile Training Check: Anke Steffen
- Analista video: Kai-Norman Schulz, Serdar Ayar

Area sanitaria
- Medico sociale: Markus Braun
- Fisioterapista: Thorben Voeste, Thomas Zetzmann, Swantje Thomßen

Settore Giovanile
- Direttore settore giovanile: Wolfgang Springer
- Coordinatore vivaio: Lars Ricken, Edwin Boekamp

## Rosa
Organico e numerazione aggiornati al 19 gennaio 2019.
| N. |                        | Ruolo | Calciatore            |
| -- | ---------------------- | ----- | --------------------- |
| 1  | Svizzera (bandiera)    | P     | Roman Bürki           |
| 2  | Francia (bandiera)     | D     | Dan-Axel Zagadou      |
| 4  | Francia (bandiera)     | D     | Abdou Diallo          |
| 5  | Marocco (bandiera)     | D     | Achraf Hakimi         |
| 6  | Danimarca (bandiera)   | C     | Thomas Delaney        |
| 7  | Inghilterra (bandiera) | A     | Jadon Sancho          |
| 8  | Turchia (bandiera)     | D     | Nuri Şahin            |
| 9  | Spagna (bandiera)      | A     | Paco Alcácer          |
| 10 | Germania (bandiera)    | C     | Mario Götze           |
| 11 | Germania (bandiera)    | C     | Marco Reus (capitano) |
| 13 | Portogallo (bandiera)  | D     | Raphaël Guerreiro     |
| 15 | Germania (bandiera)    | D     | Jeremy Toljan         |
| 14 | Svezia (bandiera)      | A     | Alexander Isak        |
| 16 | Svizzera (bandiera)    | D     | Manuel Akanji         |
| 17 | Spagna (bandiera)      | C     | Sergio Gómez          |
| 18 | Germania (bandiera)    | C     | Sebastian Rode        |

| N. |                        | Ruolo | Calciatore         |
| -- | ---------------------- | ----- | ------------------ |
| 18 | Argentina (bandiera)   | D     | Leonardo Balerdi   |
| 19 | Germania (bandiera)    | C     | Mahmoud Dahoud     |
| 20 | Germania (bandiera)    | A     | Maximilian Philipp |
| 22 | Stati Uniti (bandiera) | A     | Christian Pulisic  |
| 23 | Giappone (bandiera)    | C     | Shinji Kagawa      |
| 26 | Polonia (bandiera)     | D     | Łukasz Piszczek    |
| 27 | Germania (bandiera)    | A     | Marius Wolf        |
| 28 | Belgio (bandiera)      | C     | Axel Witsel        |
| 29 | Germania (bandiera)    | D     | Marcel Schmelzer   |
| 32 | Germania (bandiera)    | C     | Dženis Burnić      |
| 33 | Germania (bandiera)    | C     | Julian Weigl       |
| 34 | Danimarca (bandiera)   | A     | Jacob Bruun Larsen |
| 35 | Svizzera (bandiera)    | P     | Marwin Hitz        |
| 36 | Turchia (bandiera)     | D     | Ömer Toprak        |
| 40 | Germania (bandiera)    | P     | Eric Oelschlägel   |

## Calciomercato

### Sessione estiva(dall'1/7 al 31/8)
Le principali operazioni sul mercato estivo in entrata si registrano con l'acquisto del centrocampista belga Axel Witsel che, dopo il periodo in Cina al Tianjin Quanjian, torna in europa in cambio della cifra di 20 milioni di euro e l'arrivo dell'attaccante spagnolo dal Barcellona Paco Alcácer con la modalità del prestito oneroso a 2 milioni con diritto di riscatto a 25 milioni di euro. Inoltre vengono acquistati Marwin Hitz dall'Augusta, Abdou Diallo dal Magonza (28 milioni di euro), Achraf Hakimi dal Real Madrid, Thomas Delaney dal Werder Brema e Marius Wolf dall'Eintracht Francoforte. Sul fronte delle cessioni ci sono le cessioni illustri di Sokratis Papastathopoulos all'Arsenal per 16 milioni di euro, di Andrij Jarmolenko al West Ham per 20 milioni di euro e annuncia il ritiro dal calcio giocato il portiere Roman Weidenfeller.
| Acquisti         | Acquisti         | Acquisti              | Acquisti                                                              |
| R.               | Nome             | da                    | Modalità                                                              |
| ---------------- | ---------------- | --------------------- | --------------------------------------------------------------------- |
| P                | Marwin Hitz      | Augusta               | svincolato                                                            |
| P                | Eric Oelschlägel | Werder Brema          | gratuito                                                              |
| D                | Abdou Diallo     | Magonza               | definitivo (28 milioni €)                                             |
| D                | Achraf Hakimi    | Real Madrid           | prestito biennale                                                     |
| C                | Axel Witsel      | Tianjin Quanjian      | definitivo (20 milioni €)                                             |
| C                | Thomas Delaney   | Werder Brema          | definitivo (20 milioni €)                                             |
| A                | Marius Wolf      | Eintracht Francoforte | definitivo (5 milioni €)                                              |
| A                | Paco Alcácer     | Barcellona            | prestito oneroso (2 milioni €) con diritto di riscatto (25 milioni €) |
| Altre operazioni |                  |                       |                                                                       |
| D                | Felix Passlack   | Hoffenheim            | fine prestito                                                         |
| C                | Dženis Burnić    | Stoccarda             | fine prestito                                                         |
| A                | Jacob Larsen     | Stoccarda             | fine prestito                                                         |

| Cessioni         | Cessioni           | Cessioni          | Cessioni                              |
| R.               | Nome               | a                 | Modalità                              |
| ---------------- | ------------------ | ----------------- | ------------------------------------- |
| P                | Roman Weidenfeller | -                 | fine carriera                         |
| D                | Felix Passlack     | Norwich City      | prestito oneroso (500.000 €)          |
| D                | Sōkratīs           | Arsenal           | definitivo (16 milioni €)             |
| D                | Erik Durm          | Huddersfield Town | svincolato                            |
| C                | Gonzalo Castro     | Stoccarda         | definitivo (5 milioni €)              |
| C                | Nuri Şahin         | Werder Brema      | definitivo (1 milione €)              |
| A                | Andrij Jarmolenko  | West Ham Utd      | definitivo (20 milioni €)             |
| A                | André Schürrle     | Fulham            | prestito biennale oneroso (400.000 €) |
| Altre operazioni |                    |                   |                                       |
| C                | Mikel Merino       | Newcastle Utd     | riscatto (7 milioni €)                |
| P                | Dominik Reimann    | Holstein Kiel     | gratuito                              |
| A                | Michy Batshuayi    | Chelsea           | fine prestito                         |

### Sessione invernale(dall'1/1 al 31/1)
| Acquisti | Acquisti          | Acquisti     | Acquisti                    |
| R.       | Nome              | da           | Modalità                    |
| -------- | ----------------- | ------------ | --------------------------- |
| D        | Leonardo Balerdi  | Boca Juniors | definitivo (15,5 milioni €) |
| C        | Christian Pulisic | Chelsea      | prestito breve              |

| Cessioni         | Cessioni          | Cessioni              | Cessioni                  |
| R.               | Nome              | a                     | Modalità                  |
| ---------------- | ----------------- | --------------------- | ------------------------- |
| C                | Jeremy Toljan     | Celtic                | prestito breve            |
| C                | Christian Pulisic | Chelsea               | definitivo (64 milioni €) |
| C                | Sebastian Rode    | Eintracht Francoforte | prestito breve            |
| C                | Shinji Kagawa     | Beşiktaş              | prestito breve            |
| Altre operazioni |                   |                       |                           |
| C                | Dženis Burnić     | Dinamo Dresda         | prestito breve            |
| A                | Alexsander Isak   | Willem II             | prestito breve            |

## Risultati

### Bundesliga

#### Girone di andata
| Arbitro: | Deniz Aytekin |

|                                                      |           |             |
| Dahoud 21’ Sabitzer 40’ (aut.) Witsel 43’ Reus 90+1’ | Marcatori | 1’ Augustin |

| Hannover 31 agosto 2018, ore 20:30 CEST 2ª giornata | Hannover 96  | 0 – 0 referto | Borussia Dortmund | HDI-Arena (49.000 spett.)\| Arbitro: \| Felix Zwayer \| |
| Arbitro:                                            | Felix Zwayer |               |                   |                                                         |

| Arbitro: | Benjamin Cortus |

|                                      |           |            |
| Diallo 36’ Wolf 72’ Paco Alcácer 88’ | Marcatori | 68’ Haller |

| Arbitro: | Harm Osmers |

|               |           |             |
| Joelinton 44’ | Marcatori | 84’ Pulisic |

| Arbitro: | Patrick Ittrich |

|                                                                   |           |  |
| Larsen 9’ Reus 32’ 58’ Hakimi 49’ Akanji 74’ Sancho 85’ Weigl 88’ | Marcatori |  |

| Arbitro: | Felix Brych |

|                   |           |                                            |
| Weiser 9’ Tah 39’ | Marcatori | 65’ Larsen 69’ Reus 85’ 90+4’ Paco Alcácer |

| Arbitro: | Markus Schmidt |

|                                      |           |                                         |
| Paco Alcácer 62’ 80’ 90+6’ Götze 84’ | Marcatori | 22’ Finnbogason 71’ Max 87’ Gregoritsch |

| Arbitro: | Manuel Gräfe |

|  |           |                                                 |
|  | Marcatori | 3’ Sancho 23’ Reus 25’ Paco Alcácer 85’ Philipp |

| Arbitro: | Sascha Stegemann |

|                |           |                        |
| Sancho 27’ 61’ | Marcatori | 41’ 90+1’ (rig.) Kalou |

| Arbitro: | Daniel Siebert |

|  |           |          |
|  | Marcatori | 27’ Reus |

| Arbitro: | Manuel Gräfe |

|                                      |           |                     |
| Reus 49’ (rig.) 67’ Paco Alcácer 73’ | Marcatori | 26’ 52’ Lewandowski |

| Arbitro: | Deniz Aytekin |

|             |           |                               |
| Quaison 70’ | Marcatori | 66’ Paco Alcácer 76’ Piszczek |

| Arbitro: | Frank Willenborg |

|                                    |           |  |
| Reus 40’ (rig.) Paco Alcácer 90+1’ | Marcatori |  |

| Arbitro: | Daniel Siebert |

|                      |           |                       |
| Caligiuri 61’ (rig.) | Marcatori | 2’ Delaney 74’ Sancho |

| Arbitro: | Guido Winkmann |

|                           |           |           |
| Paco Alcácer 20’ Reus 27’ | Marcatori | 35’ Kruse |

| Arbitro: | Tobias Welz |

|                          |           |                  |
| Lukebakio 22’ Zimmer 56’ | Marcatori | 81’ Paco Alcácer |

| Arbitro: | Felix Zwayer |

|                     |           |                  |
| Sancho 42’ Reus 54’ | Marcatori | 45+1’ Ch. Kramer |

#### Girone di ritorno
| Arbitro: | Deniz Aytekin |

|  |           |            |
|  | Marcatori | 19’ Witsel |

| Arbitro: | Manuel Gräfe |

|                                                        |           |              |
| Hakimi 24’ Reus 60’ Götze 62’ Guerreiro 69’ Witsel 90’ | Marcatori | 86’ Bakalorz |

| Arbitro: | Felix Zwayer |

|           |           |          |
| Jović 36’ | Marcatori | 22’ Reus |

| Arbitro: | Marco Fritz |

|                                    |           |                                |
| Sancho 32’ Götze 43’ Guerreiro 66’ | Marcatori | 75’ 87’ Belfodil 82’ Kadeřábek |

| Norimberga 18 febbraio 2019, ore 20:30 CET 22ª giornata | Norimberga  | 0 – 0 referto | Borussia Dortmund | Max-Morlock-Stadion (50.000 spett.)\| Arbitro: \| Harm Osmers \| |
| Arbitro:                                                | Harm Osmers |               |                   |                                                                  |

| Arbitro: | Christian Dingert |

|                                  |           |                     |
| Zagadou 30’ Sancho 38’ Götze 60’ | Marcatori | 37’ Volland 75’ Tah |

| Arbitro: | Tobias Stieler |

|            |           |                  |
| Ji 24’ 68’ | Marcatori | 81’ Paco Alcácer |

| Arbitro: | Benjamin Cortus |

|                                                |           |           |
| Reus 62’ (rig.) Paco Alcácer 84’ Pulisic 90+2’ | Marcatori | 71’ Kempf |

| Arbitro: | Tobias Welz |

|                     |           |                                    |
| Kalou 4’ 35’ (rig.) | Marcatori | 14’ Delaney 47’ Zagadou 90+3’ Reus |

| Arbitro: | Markus Schmidt |

|                          |           |  |
| Paco Alcácer 90+2’ 90+4’ | Marcatori |  |

| Arbitro: | Manuel Gräfe |

|                                                         |           |  |
| Hummels 10’ Lewandowski 17’ 89’ Martínez 41’ Gnabry 43’ | Marcatori |  |

| Arbitro: | Deniz Aytekin |

|                |           |             |
| Sancho 17’ 24’ | Marcatori | 83’ Quaison |

| Arbitro: | Robert Hartmann |

|  |           |                                                       |
|  | Marcatori | 12’ Sancho 54’ Reus 79’ Götze 87’ (rig.) Paco Alcácer |

| Arbitro: | Felix Zwayer |

|                      |           |                                              |
| Götze 14’ Witsel 84’ | Marcatori | 18’ (rig.) 62’ Caligiuri 28’ Sané 86’ Embolo |

| Arbitro: | Marco Fritz |

|                         |           |                             |
| Möhwald 70’ Pizarro 75’ | Marcatori | 6’ Pulisic 41’ Paco Alcácer |

| Arbitro: | Tobias Stieler |

|                                     |           |                         |
| Pulisic 41’ Delaney 53’ Götze 90+1’ | Marcatori | 47’ Fink 90+5’ Kownacki |

| Arbitro: | Manuel Gräfe |

|  |           |                     |
|  | Marcatori | 45’ Sancho 54’ Reus |

### Coppa di Germania
| Arbitro: | Manuel Gräfe |

|           |           |                          |
| Ernst 77’ | Marcatori | 90+5’ Witsel 120+1’ Reus |

| Arbitro: | Guido Winkmann |

|                                            |           |                |
| Pulisic 40’ Philipp 73’ Reus 120+1’ (rig.) | Marcatori | 63’ 87’ Polter |

| Arbitro: | Felix Brych |

|                                     |                      |                                     |
| Reus 45+2’ Pulisic 105’ Hakimi 113’ | Marcatori            | 5’ Rashica 108’ Pizarro 119’ Harnik |
| Paco Alcácer Philipp Witsel Weigl   | Tiri di rigore 2 – 4 | Pizarro M. Eggstein Klaassen Kruse  |

### UEFA Champions League

#### Fase a gironi

##### Gruppo A
| Arbitro: | Danny Makkelie |

|  |           |             |
|  | Marcatori | 85’ Pulisic |

| Arbitro: | Aljaksej Kul'bakoŭ |

|                                        |           |  |
| Larsen 51’ Paco Alcácer 72’ Reus 90+2’ | Marcatori |  |

| Arbitro: | Anthony Taylor |

|                                         |           |  |
| Witsel 38’ Guerreiro 73’ 89’ Sancho 83’ | Marcatori |  |

| Arbitro: | Daniele Orsato |

|                        |           |  |
| Saúl 33’ Griezmann 80’ | Marcatori |  |

| Dortmund 28 novembre 2018, ore 21:00 CET 5ª giornata | Borussia Dortmund | 0 – 0 referto | Club Bruges | Signal Iduna Park (66.099 spett.)\| Arbitro: \| Gediminas Mažeika \| |
| Arbitro:                                             | Gediminas Mažeika |               |             |                                                                      |

| Arbitro: | Craig Pawson |

|  |           |                   |
|  | Marcatori | 15’ 88’ Guerreiro |

#### Fase a eliminazione diretta
| Arbitro: | Antonio Lahoz |

|                                     |           |  |
| Son 47’ Vertonghen 83’ Llorente 86’ | Marcatori |  |

| Arbitro: | Danny Makkelie |

|  |           |          |
|  | Marcatori | 49’ Kane |

## Statistiche

### Statistiche di squadra
Statistiche aggiornate al 18 maggio 2019.
| Competizione      | Punti | In casa | In casa | In casa | In casa | In casa | In casa | In trasferta | In trasferta | In trasferta | In trasferta | In trasferta | In trasferta | Totale | Totale | Totale | Totale | Totale | Totale | DR  |
| Competizione      | Punti | G       | V       | N       | P       | Gf      | Gs      | G            | V            | N            | P            | Gf           | Gs           | G      | V      | N      | P      | Gf     | Gs     | DR  |
| ----------------- | ----- | ------- | ------- | ------- | ------- | ------- | ------- | ------------ | ------------ | ------------ | ------------ | ------------ | ------------ | ------ | ------ | ------ | ------ | ------ | ------ | --- |
| Bundesliga        | 76    | 17      | 14      | 2       | 1       | 55      | 28      | 17           | 10           | 4            | 3            | 30           | 20           | 34     | 24     | 6      | 4      | 85     | 48     | +37 |
| Coppa di Germania | -     | 2       | 1       | 0       | 1       | 6       | 5       | 1            | 1            | 0            | 0            | 2            | 1            | 3      | 2      | 0      | 1      | 8      | 6      | +2  |
| Champions League  | 13    | 4       | 2       | 1       | 1       | 7       | 1       | 4            | 2            | 0            | 2            | 3            | 5            | 8      | 4      | 1      | 3      | 10     | 6      | +4  |
| Totale            | 86    | 23      | 17      | 3       | 3       | 68      | 34      | 22           | 13           | 4            | 5            | 36           | 26           | 45     | 30     | 7      | 8      | 103    | 60     | +43 |

### Andamento in campionato
| Giornata  | 1 | 2 | 3 | 4 | 5 | 6 | 7 | 8 | 9 | 10 | 11 | 12 | 13 | 14 | 15 | 16 | 17 | 18 | 19 | 20 | 21 | 22 | 23 | 24 | 25 | 26 | 27 | 28 | 29 | 30 | 31 | 32 | 33 | 34 |
| --------- | - | - | - | - | - | - | - | - | - | -- | -- | -- | -- | -- | -- | -- | -- | -- | -- | -- | -- | -- | -- | -- | -- | -- | -- | -- | -- | -- | -- | -- | -- | -- |
| Luogo     | C | T | C | T | C | T | C | T | C | T  | C  | T  | C  | T  | C  | T  | C  | T  | C  | T  | C  | T  | C  | T  | C  | C  | T  | C  | T  | C  | T  | C  | T  | C  |
| Risultato | V | N | V | V | V | V | V | V | N | V  | V  | V  | V  | V  | V  | P  | V  | V  | V  | N  | N  | N  | V  | P  | V  | V  | V  | P  | V  | V  | P  | N  | V  | V  |
| Posizione | 1 | 4 | 2 | 2 | 2 | 1 | 1 | 1 | 1 | 1  | 1  | 1  | 1  | 1  | 1  | 1  | 1  | 1  | 1  | 1  | 1  | 1  | 1  | 1  | 1  | 1  | 1  | 2  | 2  | 2  | 2  | 2  | 2  | 2  |

Fonte:  Bundesliga – Classifiche , su sport.sky.it, sport.sky.it.
Legenda:

Luogo: C = Casa; T = Trasferta. Risultato: V = Vittoria; N = Pareggio; P = Sconfitta.

### Statistiche dei giocatori
In corsivo i giocatori che hanno lasciato la squadra a stagione già iniziata.
| Giocatore       | Bundesliga | Bundesliga | Bundesliga  | Bundesliga | Coppa di Germania | Coppa di Germania | Coppa di Germania | Coppa di Germania | Champions League | Champions League | Champions League | Champions League | Totale   | Totale | Totale      | Totale     |
| Giocatore       | Presenze   | Reti       | Ammonizioni | Espulsioni | Presenze          | Reti              | Ammonizioni       | Espulsioni        | Presenze         | Reti             | Ammonizioni      | Espulsioni       | Presenze | Reti   | Ammonizioni | Espulsioni |
| --------------- | ---------- | ---------- | ----------- | ---------- | ----------------- | ----------------- | ----------------- | ----------------- | ---------------- | ---------------- | ---------------- | ---------------- | -------- | ------ | ----------- | ---------- |
| M. Akanji       | 25         | 1          | 1           | 0          | 1                 | 0                 | 1                 | 0                 | 5                | 0                | 1                | 0                | 31       | 1      | 3           | 0          |
| L. Balerdi      | 0          | 0          | 0           | 0          | 0                 | 0                 | 0                 | 0                 | 0                | 0                | 0                | 0                | 0        | 0      | 0           | 0          |
| J. Bruun Larsen | 24         | 2          | 0           | 0          | 1                 | 0                 | 0                 | 0                 | 5                | 1                | 0                | 0                | 30       | 3      | 0           | 0          |
| R. Bürki        | 32         | -40        | 0           | 0          | 1                 | -1                | 0                 | 0                 | 7                | -6               | 0                | 0                | 40       | -47    | 0           | 0          |
| D. Burnić       | 0          | 0          | 0           | 0          | 0                 | 0                 | 0                 | 0                 | 0                | 0                | 0                | 0                | 0        | 0      | 0           | 0          |
| M. Dahoud       | 13         | 1          | 2           | 0          | 3                 | 0                 | 0                 | 0                 | 5                | 0                | 1                | 0                | 21       | 1      | 3           | 0          |
| T. Delaney      | 31         | 3          | 7           | 0          | 2                 | 0                 | 0                 | 0                 | 6                | 0                | 1                | 0                | 39       | 3      | 8           | 0          |
| A. Diallo       | 28         | 1          | 1           | 1          | 3                 | 0                 | 0                 | 0                 | 7                | 0                | 1                | 0                | 38       | 1      | 2           | 1          |
| S. Gómez        | 0          | 0          | 0           | 0          | 0                 | 0                 | 0                 | 0                 | 1                | 0                | 0                | 0                | 1        | 0      | 0           | 0          |
| M. Götze        | 26         | 7          | 0           | 0          | 2                 | 0                 | 0                 | 0                 | 6                | 0                | 0                | 0                | 34       | 7      | 0           | 0          |
| R. Guerreiro    | 23         | 2          | 1           | 0          | 3                 | 0                 | 0                 | 0                 | 6                | 4                | 0                | 0                | 32       | 6      | 1           | 0          |
| A. Hakimi       | 20         | 2          | 3           | 0          | 2                 | 1                 | 1                 | 0                 | 5                | 0                | 0                | 0                | 27       | 3      | 4           | 0          |
| M. Hitz         | 2          | -4         | 1           | 0          | 1                 | -2                | 0                 | 0                 | 1                | -0               | 0                | 0                | 4        | -6     | 1           | 0          |
| A. Isak         | 0          | 0          | 0           | 0          | 0                 | 0                 | 0                 | 0                 | 0                | 0                | 0                | 0                | 0        | 0      | 0           | 0          |
| S. Kagawa       | 2          | 0          | 0           | 0          | 1                 | 0                 | 0                 | 0                 | 1                | 0                | 1                | 0                | 4        | 0      | 1           | 0          |
| E. Oelschlägel  | 0          | -0         | 0           | 0          | 1                 | -3                | 0                 | 0                 | 0                | -0               | 0                | 0                | 1        | -3     | 0           | 0          |
| Paco Alcácer    | 26         | 18         | 0           | 0          | 1                 | 0                 | 0                 | 0                 | 5                | 1                | 1                | 0                | 32       | 19     | 1           | 0          |
| M. Philipp      | 18         | 1          | 0           | 0          | 3                 | 1                 | 0                 | 0                 | 2                | 0                | 0                | 0                | 23       | 2      | 0           | 0          |
| Ł. Piszczek     | 20         | 1          | 3           | 0          | 1                 | 0                 | 0                 | 0                 | 5                | 0                | 0                | 0                | 26       | 1      | 3           | 0          |
| C. Pulisic      | 18         | 3          | 2           | 0          | 3                 | 2                 | 0                 | 0                 | 7                | 1                | 0                | 0                | 28       | 6      | 2           | 0          |
| M. Reus         | 27         | 17         | 3           | 1          | 3                 | 3                 | 0                 | 0                 | 6                | 1                | 1                | 0                | 36       | 21     | 4           | 1          |
| S. Rode         | 0          | 0          | 0           | 0          | 0                 | 0                 | 0                 | 0                 | 0                | 0                | 0                | 0                | 0        | 0      | 0           | 0          |
| N. Şahin        | 0          | 0          | 0           | 0          | 0                 | 0                 | 0                 | 0                 | 0                | 0                | 0                | 0                | 0        | 0      | 0           | 0          |
| J. Sancho       | 34         | 13         | 2           | 0          | 2                 | 0                 | 0                 | 0                 | 7                | 1                | 1                | 0                | 43       | 14     | 3           | 0          |
| M. Schmelzer    | 9          | 0          | 0           | 0          | 1                 | 0                 | 0                 | 0                 | 3                | 0                | 0                | 0                | 13       | 0      | 0           | 0          |
| J. Toljan       | 0          | 0          | 0           | 0          | 0                 | 0                 | 0                 | 0                 | 0                | 0                | 0                | 0                | 0        | 0      | 0           | 0          |
| Ö. Toprak       | 9          | 0          | 0           | 0          | 2                 | 0                 | 0                 | 0                 | 3                | 0                | 0                | 0                | 14       | 0      | 0           | 0          |
| J. Weigl        | 18         | 1          | 3           | 0          | 2                 | 0                 | 1                 | 0                 | 4                | 0                | 2                | 0                | 24       | 1      | 6           | 0          |
| A. Witsel       | 33         | 4          | 0           | 0          | 3                 | 1                 | 0                 | 0                 | 7                | 1                | 0                | 0                | 43       | 6      | 0           | 0          |
| M. Wolf         | 16         | 1          | 1           | 1          | 2                 | 0                 | 0                 | 0                 | 4                | 0                | 0                | 0                | 22       | 1      | 1           | 1          |
| D. Zagadou      | 17         | 3          | 2           | 0          | 1                 | 0                 | 0                 | 0                 | 4                | 0                | 1                | 0                | 22       | 3      | 3           | 0          |